# Paradoxo do observador
Em ciências sociais e na física experimental, o paradoxo do observador é uma situação em que o fenômeno observado é involuntariamente influenciado pela presença do observador/pesquisador.
No campo da sociolinguística, o termo "paradoxo do observador" foi cunhado por William Labov, que afirmou a respeito do termo: "O objetivo da investigação linguística na comunidade deve ser descobrir como as pessoas falam quando não estão a ser sistematicamente observadas; no entanto, só podemos obter estes dados através de observação sistemática".
O termo refere-se ao desafio que sociolinguistas enfrentam durante o trabalho de campo, onde a tarefa de coletar dados sobre a fala natural e espontânea é prejudicada pela própria presença do pesquisador. À medida que um trabalhador de campo tenta observar o vernáculo diário de um falante numa entrevista, esse falante, consciente de que o seu discurso será utilizado para investigação acadêmica, provavelmente adotará um registo formal. Isso produz dados que não são representativos da fala típica do falante, e o paradoxo reside no fato de que, se o pesquisador não estivesse presente, o falante usaria sua variedade ordinária.